# 밥콕 앤 윌콕스
밥콕 앤 윌콕스 엔터프라이스(영어: Babcock & Wilcox Enterprises, Inc., 약칭: B&W)는 미국의 발전, 에너지 기술 및 서비스 제공 기업으로 오하이오주 애크런에 본사를 두고있다. 밥콕 앤 윌콕스는 국제 시장에서 활발하게 사업을 운영하고 있으며 역사적으로 증기 보일러로 가장 잘 알려져 있는 회사이다.

## 개요
밥콕 앤 윌콕스는 1867년 로드아일랜드주 프로비던스에서 스티븐 윌콕스와 조지 허먼 밥콕이 특허 받은 윌콕스의 수관보일러를 제조하고 판매하기 위해 설립했다. B&W의 혁신적이고 세계 최초로 시도한 대표적인 성과로는 세계 최초로 설치된 다목적 보일러(1881), 뉴욕시 최초의 지하철에 전력을 공급하는 보일러 제조(1902), 세계 최초의 미분탄 발전소(1918), 세계 최초의 핵추진 잠수함인 USS 노틸러스의 부품 설계 및 제작 (1953~55), 최초의 초임계압 석탄 연소 보일러 제작(1957), 미국 최초의 핵추진 표면 선박인 NS Savannah를 위한 원자로 설계 및 공급(1961) 등이 있다.

## 역사

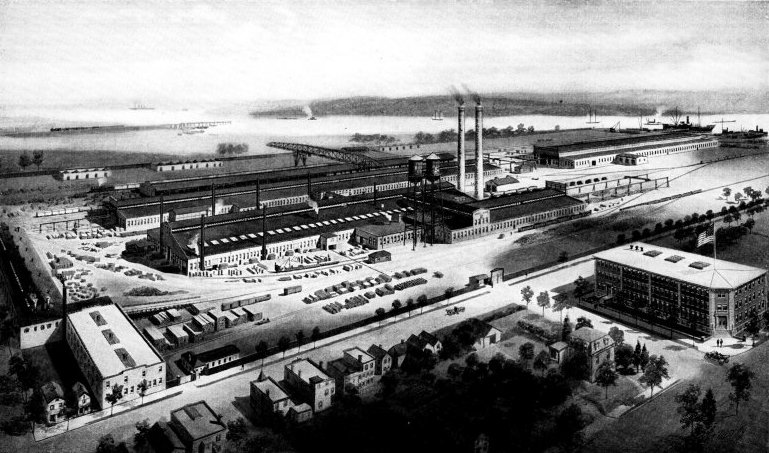
뉴저지주 베이온에 위치한 밥콕 앤 윌콕스 공장, 1919년경

밥콕 앤 윌콕스는 보다 안전한 증기 보일러를 만들려는 의도로 1867년 스티븐 윌콕스와 그의 파트너 조지 허먼 밥콕에 의해 설립되었다. 스티븐 윌콕스는 안전하게 전력을 생산할 수 있는 “더 나은 방법이 있을 것”이라 생각했고, 조지 밥콕과 함께 최초로 안전한 수관보일러를 설계했다. B&W는 제2차 세계대전 당시 미군을 위한 해군용 보일러의 주요 제작업체였으며 맨해튼 프로젝트의 공급업체였다. 전쟁이 끝난 후 B&W는 원자로 사업에 뛰어들어 상업용 원자력 발전소의 주요 공급업체가 되었다. 그들은 또한 최초의 상업용 원자력 선박을 포함하여 해군 원자로를 건설했다. 2000년엔 석면 노출에 대한 직원들의 소송으로 회사는 파산을 신청했고, 2006년에 파산에서 벗어났다.